# Gcaleka denisi
Gcaleka denisi är en insektsart som beskrevs av Davies 1988. Gcaleka denisi ingår i släktet Gcaleka och familjen dvärgstritar. Inga underarter finns listade i Catalogue of Life.